# The Hold Steady
The Hold Steady (в переводе с англ. — «Стойкий захват») — американская рок-группа, сформированная в Бруклине, штат Нью-Йорк в 2004 году. В настоящий момент в состав коллектива входят: Крейг Финн (вокал, гитара), Тэд Каблер (соло-гитара), Гален Поливка (бас-гитара), Стив Селвидж (гитара) и Бобби Дрейк (барабаны). Группа получила известность, главным образом, за счёт обращения в текстах песен к темам, таким как религия, искупление грехов, наркомания и жадность, изложением лирики нарративом и использованием в своей музыке влияний классического рока.

## История группы
Коллектив был сформирован Крейгом Финном и Тэдом Каблером после распада группы Lifter Puller. The Hold Steady выпустили дебютный студийный альбом Almost Killed Me в 2004. Всеобщая известность к музыкантам пришла с выходом третьей пластинки Boys and Girls in America в 2006 году. С каждым альбомом The Hold Steady привлекали всё больше внимания слушателей и прессы. После релиза пятого диска Heaven Is Whenever в 2010, группу покинул клавишник Франц Николай. После прихода в The Hold Steady Стива Селвиджа музыканты вернулись в студию и записали шестую пластинку Teeth Dreams. Её выпуск состоялся 25 марта 2014 года.
В интервью Pitchfork Крейг Финн рассказал об исполнителях, оказавших влияние на творчество The Hold Steady:
Когда я рос в Миннеаполисе, Hüsker Dü для меня была больше, чем группа. Я всегда думал, что Грант Харт лучший композитор, а его тексты были очень специфическими. У Боба Моулда тоже очень странные песни. Но что касается более современных влияний… конечно Брюс Спрингстин, Джим Кэрролл, Джон Дарниэл из The Mountain Goats. Меня ещё вдохновляет хип-хоп. Мой абсолютный фаворит Brother Ali из Rhymesayers. Atmosphere, конечно же. Кое-что из Aesop Rock, Sage Francis, Murs, все те ребята. Даже Jay-Z. Хип-хоп это лирика, и мне как автору трудно не быть вдохновлённым им.
Оригинальный текст (англ.)Growing up in Minneapolis, Hüsker Dü was a huge band. I always thought Grant Hart was the better songwriter, and his lyrics were very specific. Bob Mould kind of favored vague lyrics. But as far as detail-oriented songwriters, more contemporary... certainly Bruce Springsteen, Jim Carroll, John Darnielle from The Mountain Goats. A lot of hip-hop really inspires me. My absolute favorite stuff is Brother Ali from Rhymesayers. Atmosphere, obviously. Things like Aesop Rock, Sage Francis, Murs, all those guys. Even Jay-Z. Hip-hop is so much about lyrics, and as a lyricist it's hard not to be inspired by it.

## Участники
| Текущий состав - Крейг Финн — вокал, гитара (2004—настоящее время) - Тэд Каблер — соло-гитара (2004—настоящее время) - Гален Поливка — бас-гитара (2004—настоящее время) - Стив Селвидж — гитара (2010—настоящее время) - Бобби Дрейк — барабаны (2005—настоящее время) - Франц Николай — синтезатор, губная гармоника (2005—2010 и с 2016) Бывшие участники - Джудд Коунселл — ударные (2004—2005) | Концертрные музыканты - Дэн Ньюстедт — синтезатор (2010) |

## Дискография
- Almost Killed Me (2004)
- Separation Sunday (2005)
- Boys and Girls in America (2006)
- Stay Positive (2008)
- Heaven Is Whenever (2010)
- Teeth Dreams (2014)
- Thrashing Thru the Passion (2019)
- Open Door Policy (2021)